# پیوپولیس، کبک
پیوپولیس (به فرانسوی: Piopolis) شهری در منطقه شهری لو گرانیت ناحیه استری در استان کبک کانادا است. در سرشماری سال ۲۰۱۱ این شهر ۳۴۶ نفر جمعیت داشته‌است و مساحت آن ۱۰۴٫۱۴ کیلومتر مربع است.